# Pediarcha singularis
Pediarcha singularis là một loài bướm đêm trong họ Noctuidae.